# .htaccess
.htaccess – domyślna nazwa pliku konfiguracyjnego serwera Apache, który umożliwia zmianę konfiguracji dla konkretnego katalogu. Plik konfiguracyjny może zostać utworzony w każdym katalogu, umożliwiając dodanie nowych lub zmianę istniejących dyrektyw ustawionych w głównym pliku konfiguracyjnym (httpd.conf). Zmienione ustawienia obowiązują dla danego katalogu jak i dla wszystkich podkatalogów, jeśli tylko dany podkatalog nie jest skonfigurowany jako osobny podserwer – należy zapamiętać, że w takim przypadku dziedziczenie ustawień zawartych w .htaccess nie zadziała.
Za pomocą specjalnych dyrektyw możliwe jest m.in. wskazywanie stron www wyświetlanych w odpowiedzi na różne komunikaty błędów serwera (np. 404), lub np. ograniczanie dostępu do zasobów znajdujących się na danym serwerze.
Plik konfiguracyjny odczytywany jest podczas każdego żądania dotyczącego plików danego katalogu, a więc jego modyfikacja znajduje natychmiastowe odzwierciedlenie w zachowaniu się serwera.

## Przykłady
Poniżej znajdują się komendy definiujące jaki tekst (bądź strona) ma zostać wyświetlony przy wystąpieniu określonego błędu. Tekst musi być ujęty w cudzysłowy.
```
ErrorDocument
 
404
 
"Na serwerze nie ma takiego dokumentu"

ErrorDocument
 
403
 
/plik403.html

```

W celu określenia domyślnego pliku strony www należy skorzystać z dyrektywy DirectoryIndex. Możemy podać kilka nazw plików oddzielając je kolejno spacjami. Kolejność ma znaczenie, ponieważ jeśli w katalogu nie ma pliku o danym rozszerzeniu (bądź nazwie), serwer automatycznie będzie próbował załadować plik o rozszerzeniu które jest podane jako następne.
```
DirectoryIndex
 
index.html
 
index.xhtml
 
index.php
 
glowna.html
 
glowna.xhtml

#odczytuje index.html, a jeśli nie ma, to index.xhtml, a jeśli nie ma, to index.php, a jeśli nie ma, to glowna.html, a jeśli nie ma, to glowna.xhtml.

```

Poniższa komenda pozwala plikom z rozszerzeniem .test na wyświetlenie skryptów i dyrektyw HTML tak, jak ma to miejsce w przypadku plików .xhtml.
```
AddType
 
application/xhtml+xml
 
.test
  
#to
 
znaczy,
 
że
 
pliki
 
.test
 
będą
 
rozpoznawane
 
jako
 
pliki
 
.[[XHTML|xhtml]]

```

Poniższa komenda pozwala na wykonywanie kodu PHP w pliku z określonym rozszerzeniem (tutaj .xhtml).
```
AddType
 
application/x-httpd-php
 
.xhtml
  
#działa
 
podobnie
 
jak
 
poprzednio

```

Poniższy fragment pozwala chronić pliki za pomocą prostej autoryzacji.
```
AuthType
 
Basic

AuthName
 
"Proszę podać nazwę użytkownika oraz hasło."

AuthUserFile
 
/sciezka/do/pliku/z/uzytkownikami

Require
 
user
 
uzytkownik

```

To znaczy, że należy:
1. Napisać kod w pliku .htaccess
2. Utworzyć plik .htpasswd

Przykładowa zmiana kodowania za pomocą .htaccess.
```
AddDefaultCharset
 
ISO-8859-2

AddDefaultCharset
 
UTF-8

```

Za pomocą .htaccess można też dokonać przekierowania z innej domeny lub na subdomenę www
```
Redirect
 
301
 
/
 
http://www.jakaś-domena-internetowa.pl/

```

Za pomocą .htaccess możemy zmniejszyć czas ładowania strony poprzez kompresję plików G-zip
```
<ifModule
 
mod_gzip.c
>

mod_gzip_on
 
Yes

mod_gzip_dechunk
 
Yes

mod_gzip_item_include
 
file
 
.(html?|txt|css|js|php|pl)$

mod_gzip_item_include
 
handler
 
^cgi-script$

mod_gzip_item_include
 
mime
 
^text/.*

mod_gzip_item_include
 
mime
 
^application/x-javascript.*

mod_gzip_item_exclude
 
mime
 
^image/.*

mod_gzip_item_exclude
 
rspheader
 
^Content-Encoding:.*gzip.*

</ifModule>

```

W pliku .htaccess możemy dostosować trwałość pamięci podręcznej, dzięki czemu znacznie przyspieszymy ładowanie strony
```
<ifModule
 
mod_expires.c
>

  
ExpiresActive
 
On

  
ExpiresDefault
 
„access
 
plus
 
5
 
seconds”

  
ExpiresByType
 
image/x-icon
 
„access
 
plus
 
2592000
 
seconds”

  
ExpiresByType
 
image/jpeg
 
„access
 
plus
 
2592000
 
seconds”

  
ExpiresByType
 
image/png
 
„access
 
plus
 
2592000
 
seconds”

  
ExpiresByType
 
image/gif
 
„access
 
plus
 
2592000
 
seconds”

  
ExpiresByType
 
application/x-shockwave-flash
 
„access
 
plus
 
2592000
 
seconds”

  
ExpiresByType
 
text/css
 
„access
 
plus
 
604800
 
seconds”

  
ExpiresByType
 
text/javascript
 
„access
 
plus
 
216000
 
seconds”

  
ExpiresByType
 
application/javascript
 
„access
 
plus
 
216000
 
seconds”

  
ExpiresByType
 
application/x-javascript
 
„access
 
plus
 
216000
 
seconds”

  
ExpiresByType
 
text/html
 
„access
 
plus
 
600
 
seconds”

  
ExpiresByType
 
application/xhtml+xml
 
„access
 
plus
 
600
 
seconds”

</ifModule>

```